# ویزا (فیلم)
ویزا فیلمی به کارگردانی و نویسندگی بهرام ری‌پور و تهیه کنندگی ناصر مجدبیگدلی، فؤاد نور و بهرام ری پور محصول سال ۱۳۶۶ است.

## خلاصه داستان
پزشکی به نام جهانگیر سروش، برای مهاجرت به آمریکا، همسر و دو فرزندش را به ترکیه می‌فرستد و خود قصد دارد تا زمان تهیهٔ ویزا به کارهایش در ایران سر و سامان دهد و سپس به آن‌ها ملحق شود. او که موظف است مأموریت یک ماههٔ خود را در جبههٔ جنگ ایران و عراق انجام دهد تحت تأثیر فداکاری‌های رزمندگان و مردی خرمشهری، که جلو چشمانش شهید می‌شود، قرار می‌گیرد. پس از بازگشت به پایتخت وابستگی‌های خانوادگی و اجتماعی او را از اجرای تصمیمش بازمی‌دارد و زمانی که همسرش موفق شده ویزا بگیرد از او می‌خواهد که با فرزندش به ایران بازگردد.

## بازیگران
- ایرج راد
- جهانگیر الماسی
- جمشید گرگین
- جمیله شیخی
- سوگند رحمانی
- حشمت قاسمی
- رزا فرجاد
- کوروش سبزاندام
- علی اکبر کرد بچه
- کریم برتینا
- مری بیچر
- غلامرضا طباطبایی
- نیما نگار
- جمشید نگار
- گرگین
- فرامرز بهرام پور
- محسن پورسمینه
- محسن نوشادی